# Snetterton Motor Racing Circuit

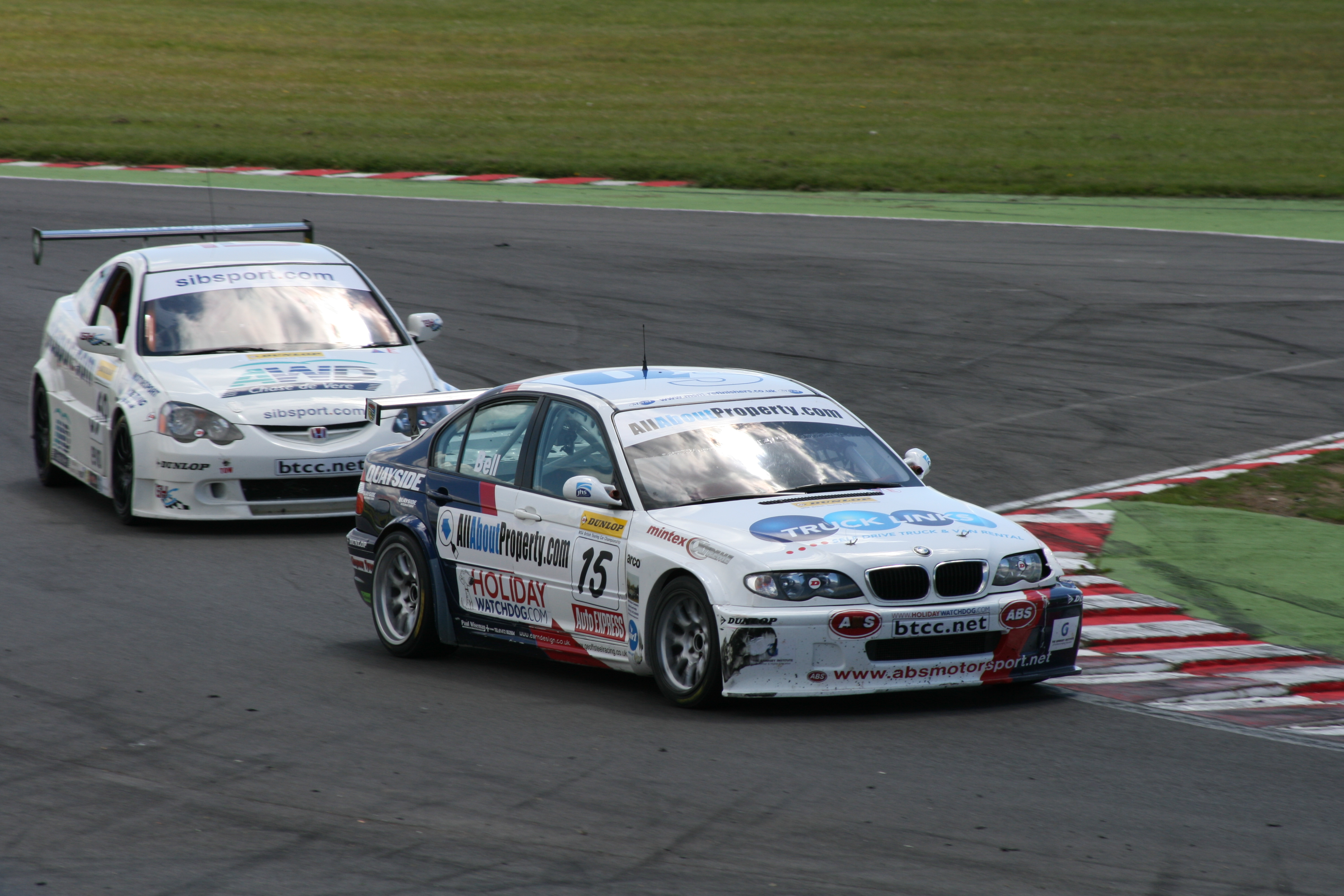
Martyn Bell följd av Simon Blanckley i British Touring Car Championship på Snetterton 2007.

Snetterton Motor Racing Circuit är en brittisk racerbana, belägen utanför Norwich, England. Snetterton byggdes 1951. Banan är 3 141 meter lång och används bland annat till British Touring Car Championship.